# Hardtkapelle Wielenbach

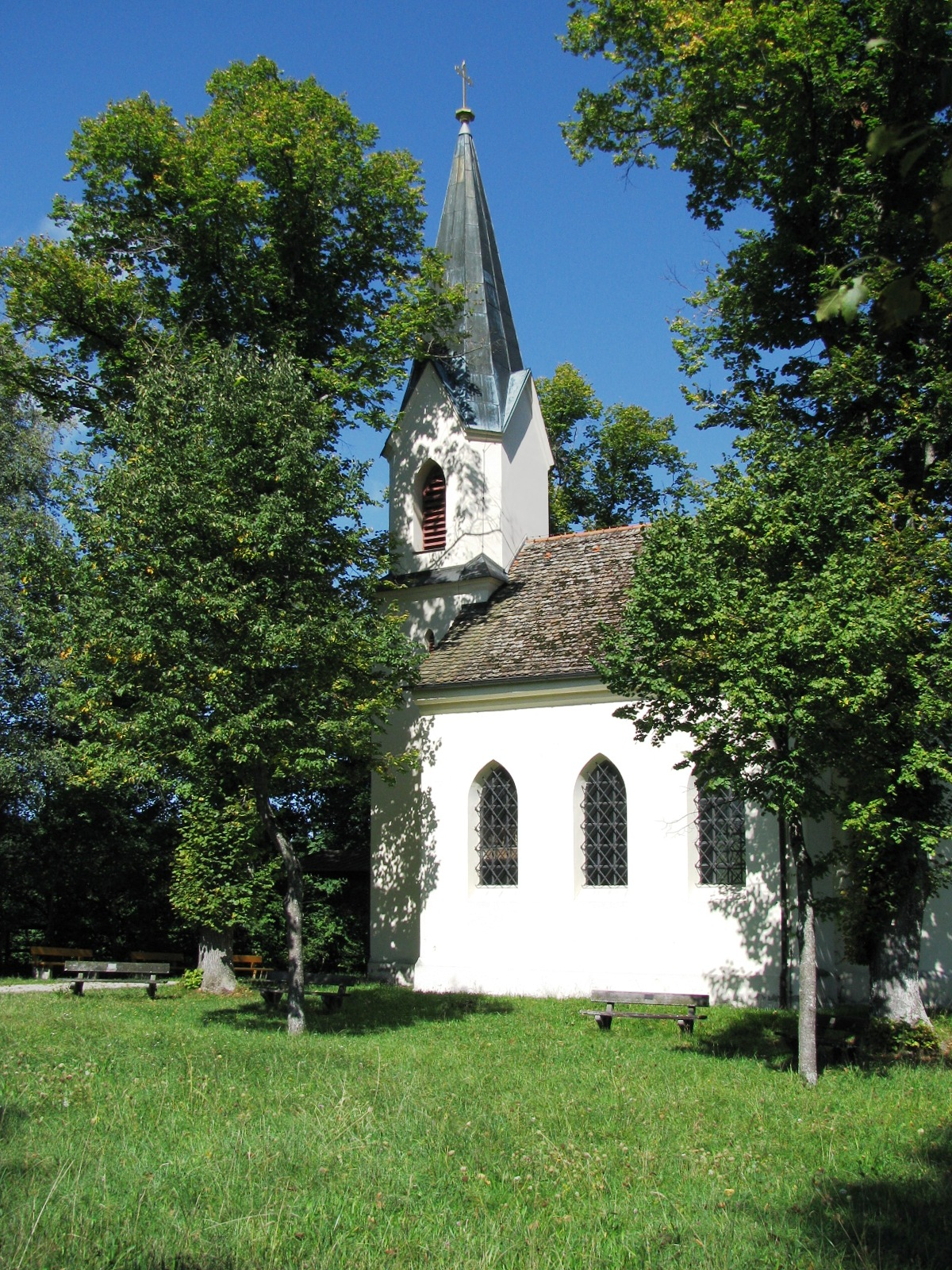
Hardtkapelle Wielenbach

Die Hardtkapelle Wielenbach ist eine 1865/1866 erbaute römisch-katholische Kapelle nahe dem Gehöft Hardt in Wielenbach. Patronin der Kapelle ist die Heilige Anna, die Mutter Marias.

## Architektur
Die Kapelle ist ein verputzter Saalbau mit stark mit eingezogenem Polygonalchor und einem Turm mit Spitzhelm an der Westfassade. Das Relief im Tympanon des Portals zeigt starke Spuren der Verwitterung. Dargestellt ist ein thronender Christus mit zwei Bittstellern.

## Innenausstattung
Der neugotische Schnitzalter enthält als Altarbild eine Darstellung der Madonna mit Kind. Es ist eine Kopie eines Gemäldes von Lucas Cranach dem Älteren aus der Hand von Johann Baptist Baader, entstanden um 1769/65. Das Bild gilt als Gnadenbild.
Das Antependium des Altars ist eine Darstellung des legendären Teufelstritts. Es zeigt die beiden streitenden Parteien, sowie den Streitschlichter, dargestellt als junger Mann, der mit dem linken Fuß in einen Stein tritt.
Der Altar wird flankiert von zwei Wandgemälden mit Büsten der Heiligen Anna und des Heiligen Joachim, den Eltern Marias. Die Kapelle ist dekoriert mit in Rahmen gefassten farbigen Reliefs aus dem Marienleben.

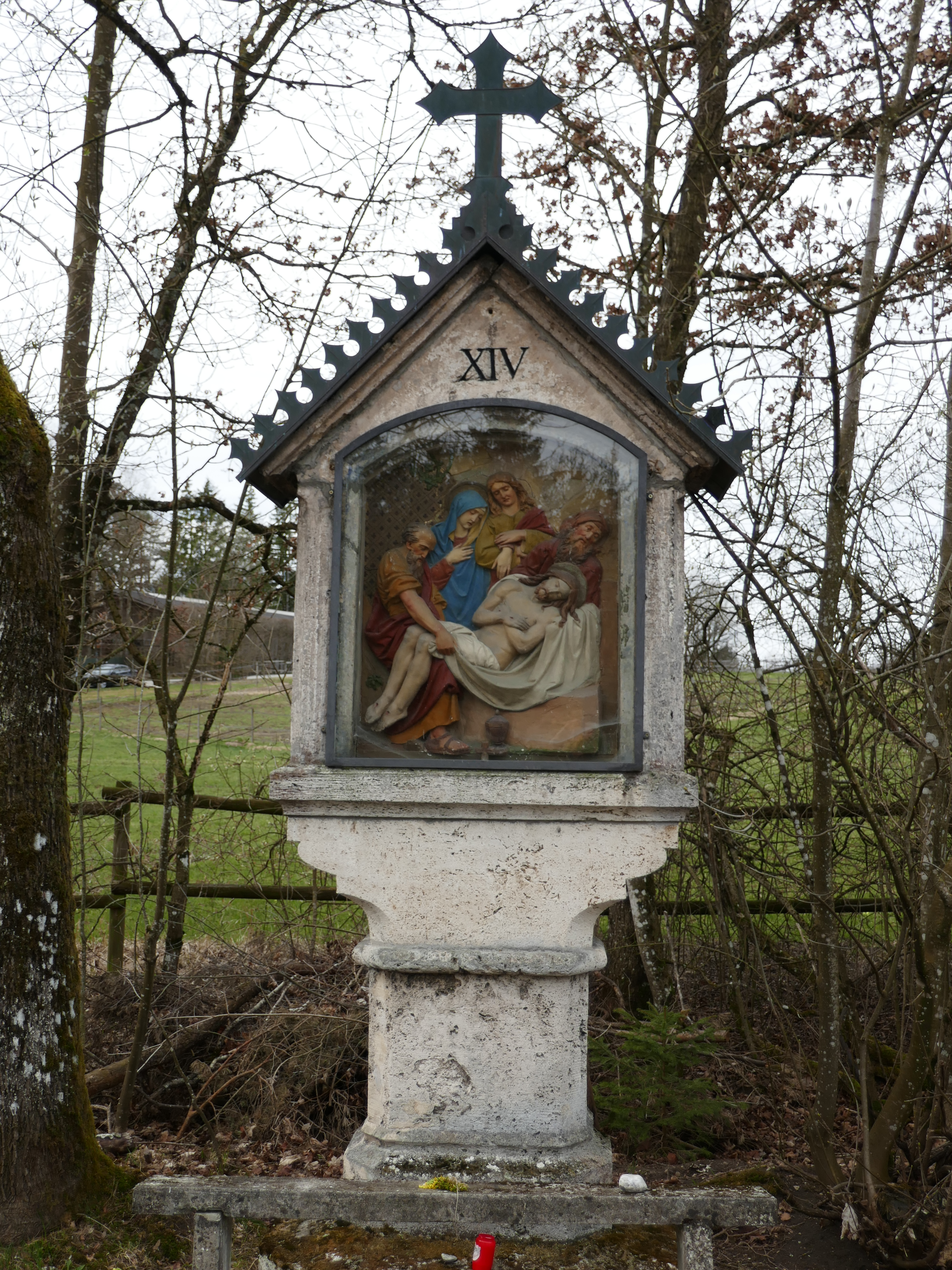
Kreuzweg, Station XIV: Grablegung Christi

## Kreuzweg
Nördlich der Kapelle befindet sich ein neugotischer Kreuzweg mit 15 Stationen aus der Zeit um 1870/1890. Die einzelnen Ädikulen bestehen aus Tuffstein mit eingefügten, farbigen Tonreliefs.

## Legende vom Teufelstritt

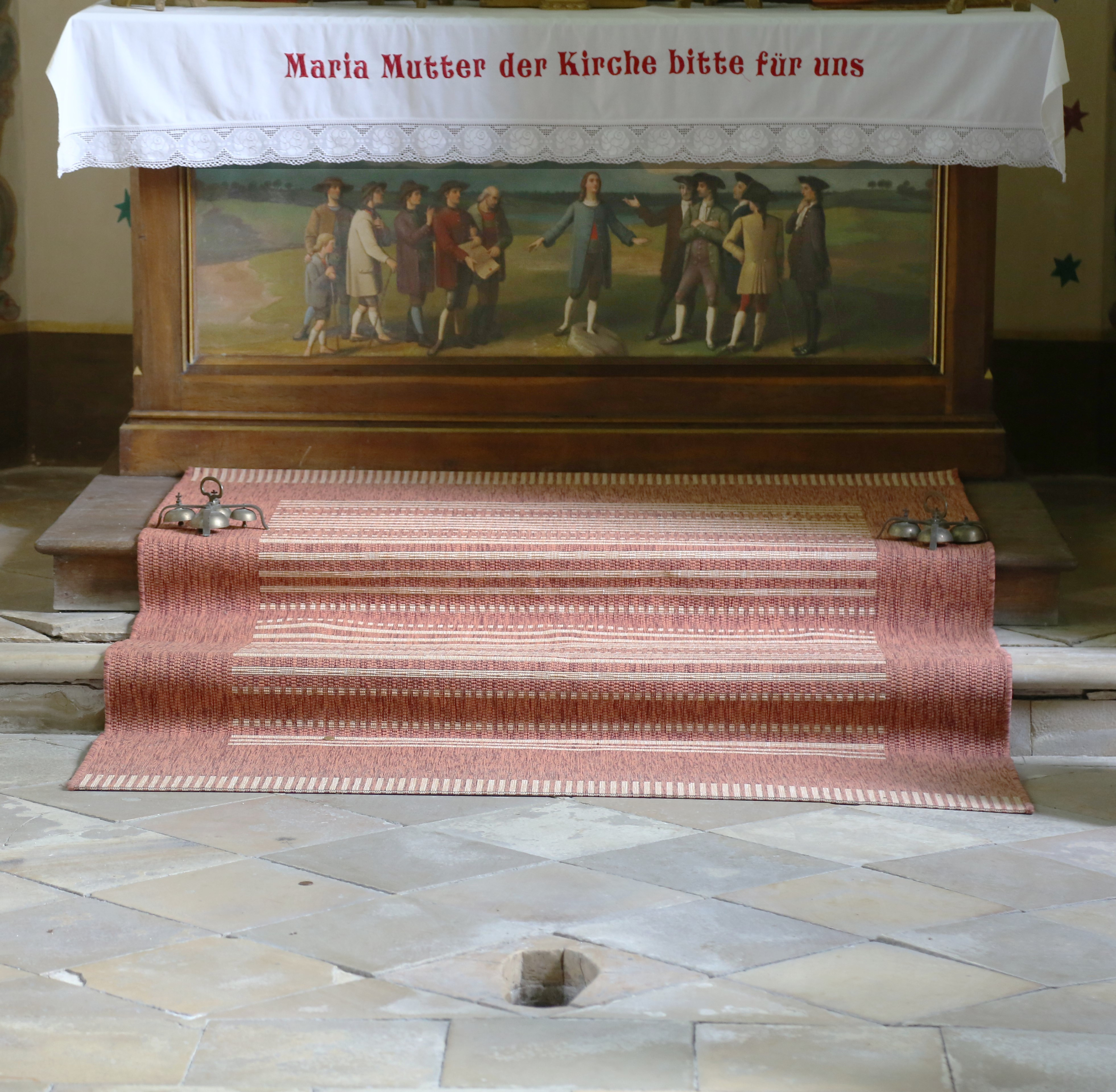
Teufelstritt vor dem Altar

Die Besonderheit dieser Kapelle ist der sogenannte Teufelstritt, ein Stein, in dem sich ein Loch in Form eines Fußabdrucks befindet. Dieser Stein stammt aus einem Vorläuferbau an gleicher Stelle. Er soll einer Legende nach um 1250 bei einem Streit zwischen dem Pfarrsprengel Haunshofen und Weilheim um die Weiderechte auf dem Hardt entstanden sein. Als wieder einmal der Streit ausbrach, trafen sich die Streitparteien an der Stelle, an der heute die Hardtkapelle steht, um den Streit von Richtern schlichten zu lassen. Während sich die Streitparteien gegenseitig beschimpften, soll aus der Menge der Teufel herausgetreten sein, einen Stein auf dem Boden gelegt und gerufen haben: „So wahr ich trete in diesen Stein, ist dies Haunshofer G´mein.“ Darauf soll er seinen Huf in den Stein geschlagen haben und verschwand anschließend, worauf der Streit beendet war.
Über dem Stein wurde zu dessen  Schutz eine Kapelle erbaut.